# Germania Breslau
Sport-Club Germania 1904 e.V. Breslau – niemiecki dawny klub piłkarski z siedzibą we Wrocławiu, założony w 1904 roku.

## Historia
Na początku XX wieku występował w rozgrywkach Südostdeutscher Fussball Verband (Południowo-wschodniego Niemieckiego Związku Piłkarskiego) i brał udział w grach pucharowych o mistrzostwo Niemiec w latach 1911 i 1912.. Dwa razy drużyna docierała do finału, ale w 1911 przegrała najpierw 2:3 z klubem Askania Forst, mecz był anulowany po oprotestowaniu, a potem 0:3 w powtórnym meczu. W 1912 w finale została pokonana 1:5 przez ATV Liegnitz. W 1945 klub przestał istnieć.